# Хочуни
Хочуни — деревня в Батецком муниципальном районе Новгородской области, относится к Передольскому сельскому поселению.
Деревня расположена на правобережье реки Луга, неподалёку от деревень Змеёва Гора (3 км, северо-западнее) и Обколи (2 км, юго-восточнее). В 12 км к северо-западу есть деревня со сходным названием — Хочени и Хоченское озеро.

## История
Постановлением Новгородской областной Думы от 23 июня 2004 года деревне Хочуни на территории Косицкого сельсовета придан статус населённого пункта, наименование утверждено постановлением Правительства Российской Федерации от 25 февраля 2005 года, как наименование, отражающее наиболее характерные признаки географического объекта и местности, в котором расположена. Хочуни здесь упоминаются в писцовых книгах Водской пятины Новгородской земли 1500 года в Успенском Сабельском погосте — Хочюзя или Хочюнца, в 1568 году — Хочюня и Хочюнец. В Новгородском уезде Новгородской губернии — деревня Хочуни была в Самокражской волости. В 1918—1950 гг. в деревне был колхоз «Красные Хочуни», тогда деревня Хочуни и колхоз относились Самокражскому сельсовету Батецкого района.